# Honeymoon Hotel

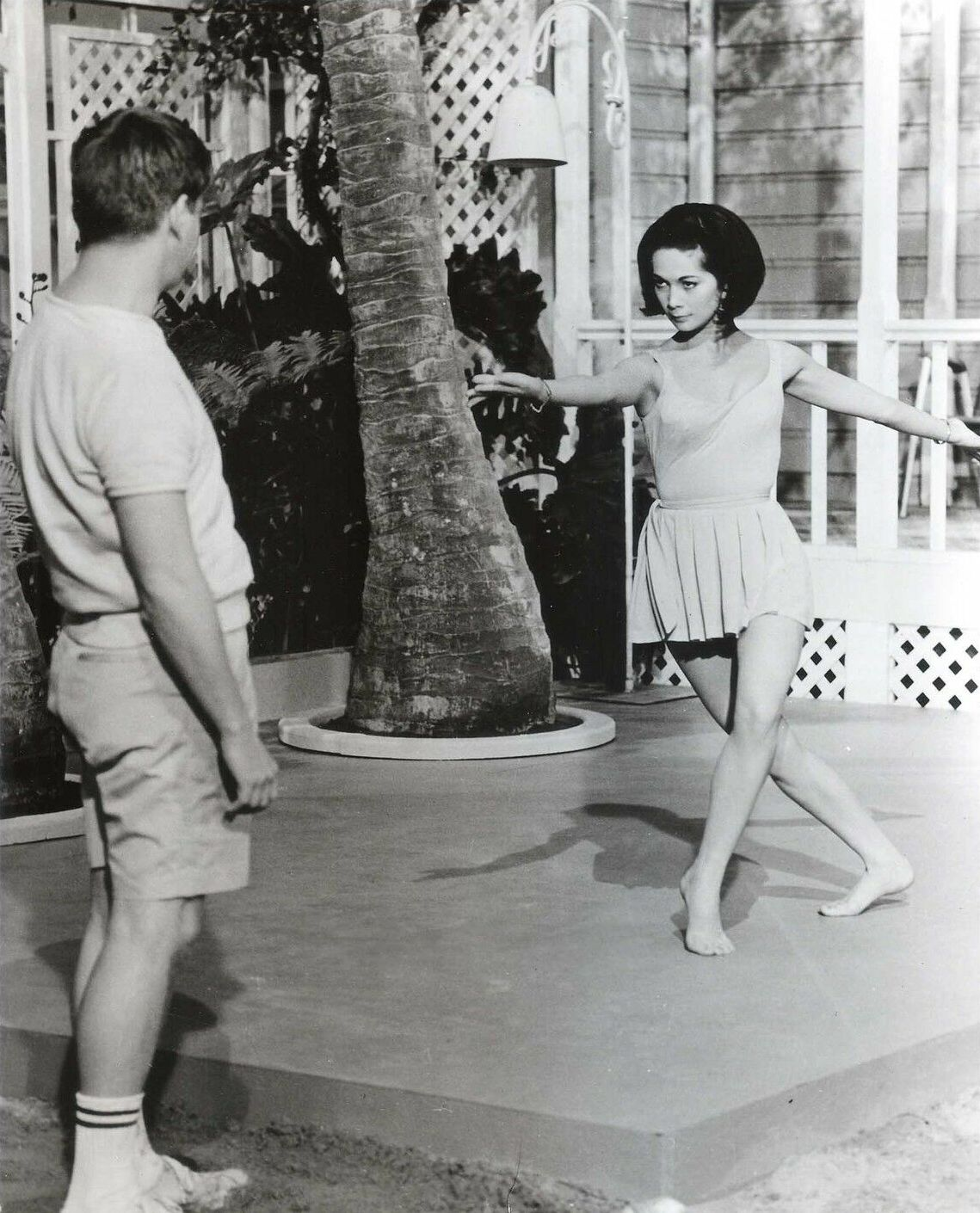
Robert Morse et Nancy Kwan dans une scène du film.

Honeymoon Hotel est un film américain réalisé par Henry Levin et sorti en 1964.

## Synopsis
Lorsque Jay Menlow rompt avec sa fiancée, Cynthia, juste avant le mariage, il décide quand même d'utiliser le logement qui était réservé pour leur lune de miel. Il emmène avec lui le célibataire Ross Kingsley, qui aurait dû être son témoin. Leur arrivée bouleverse la direction de l'hôtel, car cet hôtel est généralement réservé aux couples en lune de miel. Ross, cependant, parvient à sortir avec la seule fille célibataire de l'hôtel, Lynn.

## Fiche technique
- Réalisation : Henry Levin
- Scénario : R.S. Allen, Harvey Bullock
- Producteurs : Pandro S. Berman, Kathryn Hereford
- Photographie : Harold Lipstein
- Costumes : Bill Thomas
- Montage : Rita Roland
- Genre : Comédie[1]
- Musique : Walter Scharf
- Production : Metro-Goldwyn-Mayer
- Durée : 89 minutes[2]
- Date de sortie : 3 juin 1964

## Distribution
- Robert Goulet : Ross Kingsley
- Nancy Kwan : Lynn Hope
- Robert Morse : Jay Menlow
- Jill St. John : Sherry Nugent
- Keenan Wynn : Mr. Sampson
- Anne Helm : Cynthia Hampton
- Elsa Lanchester : Chambermaid
- Bernard Fox : Room Clerk
- Elvia Allman : Mrs. Sampson
- Sandra Gould : Mabel - Switchboard Operator
- David Lewis : Mr. Hampton
- Chris Noel : Nancy Penrose
- Dale Malone : Fatso
- Paulene Myers : Hogan - secrétaire

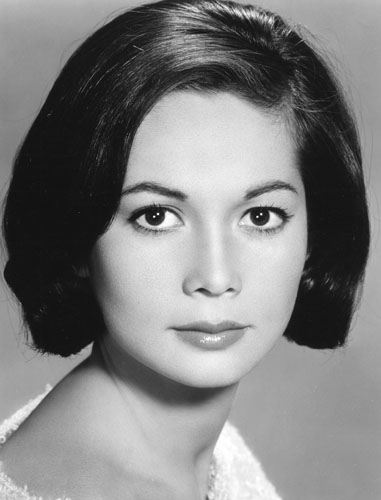
Nancy Kwan.
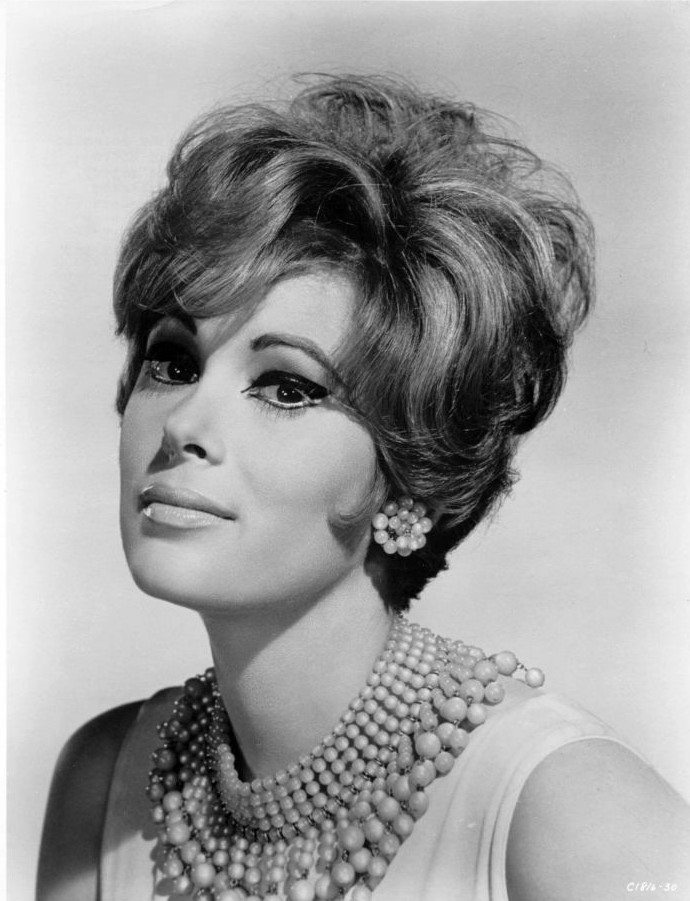
Jill St. John.